# Poëtische Edda
De Poëtische Edda (ook Oude Edda) is een verzameling liederen uit het middeleeuwse IJsland, bestaande uit een verzameling godenliederen met mythologische inhoud, meer bepaald verwijzend naar de Noordse mythologie, en een verzameling heldenliederen met vooral epische inhoud, die naar historische contexten verwijzen. Deze hebben vooral betrekking op afstammelingen van de koningshuizen uit de Völsungfamilie.

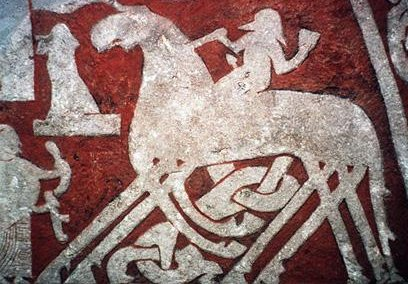
Odin op Sleipnir.

## Stijl
De gedichten in de Poëtische Edda zijn geschreven in alliteratieve rijm. Sommige delen zijn in proza geschreven, de boventoon blijft echter dichterlijk.

## Tijd, plaats en bron van notering
De Poëtische-Edda is in vier belangrijke en ín een aantal minder belangrijke handschriften overgeleverd:
1. Codex Upssaliensis: oudste, ontstaan rond 1300.
2. Codex Regius: (Kopenhagen, KB 2367 410; sinds 1971 te Reykjavik), eerste kwart 14de eeuw
3. Codex Wormianus: (Kopenhagen AM 242 101) laatste kwart 14de eeuw
4. Codex Trajectinus: papierhandschrift ontstaan rond 1600 en vanaf 1643 in Utrecht bewaard (UB Utrecht, ms. 1374), een zorgvuldig afschrift van een dertiende-eeuws handschrift, mogelijk hetzelfde waarvan ook de Codex Regius werd afgeschreven.

Niet al deze handschriften zijn volledig bewaard: de Codex Regius mist het eerste blad, en de Codex Trajectinus het eerste blad en een aantal bladen aan het einde. Onderling vertonen de handschriften soms aanzienlijke verschillen op het gebied van woordkeuze, zinsbouw en organisatie van het materiaal.
De verschillen tussen de Codex Regius en de Codex Trajectinus zijn  gering. De tekst van de Codex Wormianus is op sommige plaatsen korter, op andere langer dan de tekst van de Codex Regius. De tekst van de Codex Uppsaliensis is de kortste, maar hierin zijn allerlei teksten van andere herkomst ingelast: een grammaticale verhandeling, een opsomming van skalden en een van rechtsgeleerden, en de genealogie van de Sturlungen-familie.

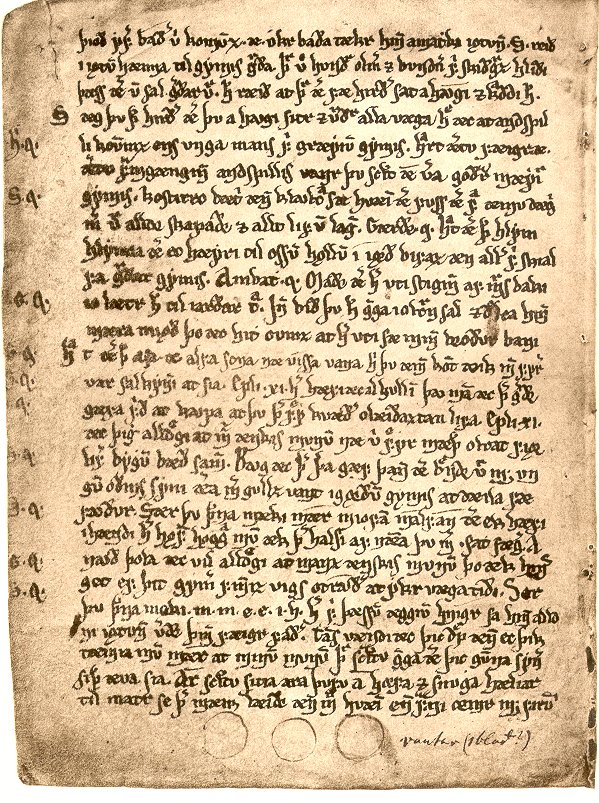
Pagina uit het Oud-IJslands manuscript 748 I 4to met een deel van het Eddische gedicht Skírnismál.

## Herkomst
De Oudnoordse gedichten staan in een middeleeuws manuscript, de Codex Regius, dat gevonden werd in IJsland. Deze codex vormt samen met de Proza-Edda van Snorri de belangrijkste bron van kennis omtrent de oude Noordse en Germaanse mythologieën en legenden.
De Codex Regius werd neergeschreven in de 13e eeuw, maar is pas in 1643 ontdekt, nadat hij in het bezit was gekomen van de bisschop van Skálholt, Brynjólfur Sveinsson. In die tijd waren er al een aantal versies van Snorri's Edda bekend, maar geleerden hadden altijd verondersteld dat er ooit een andere - een Oudere Edda - moest zijn geweest, waarin de heidense gedichten stonden opgetekend waar Snorri in zijn citaten naar verwees. Toen de Codex Regius dan eindelijk werd gevonden, bevestigde dit die eerdere speculaties. Brynjólfur schreef het manuscript toe aan Sæmundr de Geleerde (ook wel Sæmundr de Wijze), een IJslands priester uit de 12e eeuw, en ook al wordt deze toekenning door latere onderzoekers ontkend, toch komt men af en toe de naam Sæmundar Edda nog tegen.
Bisschop Brynjólfur stuurde de Codex Regius naar de Deense koning, vandaar de naam. Aldus bleef het manuscript eeuwenlang in de Koninklijke Bibliotheek van Denemarken. In 1971 werd het aan IJsland teruggegeven.

## Auteurs
Zoals het grootste gedeelte van de werken uit die tijd waren de gedichten minstrelenwerk (skalden), overgeleverd van zanger tot zanger en pas later opgeschreven. Daarom is niet bekend wie de gedichten precies heeft gemaakt en wanneer - enkel van de Proza-Edda weten wij dat Snorri Sturluson ze opschreef. 
Over het algemeen wordt aangenomen dat de poëtische Edda uit de twaalfde à dertiende eeuw komt (dat wil zeggen: toen is zij opgeschreven; de liederen zelf zijn in feite ouder), en de geschreven liederen stammen uit IJsland. Het scheppingsverhaal is ook kenmerkend voor het noorden in een land als IJsland, waar vuur en ijs een rol spelen in het dagelijks leven.

## Gedichten in de poëtische Edda
De oudere Edda bevat een stuk of 18 mythologische of godenliederen en 22 heldenliederen. De meeste daarvan zijn te vinden in de Codex Regius. 

### Mythologische liederen
Het is belangrijk op voorhand te weten dat in de Noordse kosmologie de 'goden' in feite werden beschouwd als heersende machten, krachten of principes (Oudnoords: Ragná is in feite heersende macht). Deze entiteiten konden zowel Asen of Asinnen zijn, als reuzen of zelfs monsters.

De meeste 'goden'liederen werden opgesteld als ‘weetgedicht’ of uit kenningen. Dat wil zeggen dat mogelijk bewust heel wat kennis in geconcentreerde vorm erin werd neergelegd, die dan door skalden kon worden van buiten geleerd om in die vorm verder verspreid te geraken. De meeste weetgedichten zijn bovendien in dialoogvorm. In een afwisseling van vraag en antwoord, of vaak in een weetwedstrijd tussen twee protagonisten, wordt de beoogde kennis systematisch opgeslagen en weergegeven.
Het tweede gedeelte van de godenliederen zijn spreukgedichten. Hier liggen geen mythologische zaken maar levenswijsheden en gedragsregels aan ten grondslag.

In de volgorde van de individuele liederen zit een systeem. Het eerste lied, de Völuspá, behandelt de algehele evolutie van de kosmos van bij het ontstaan tot het vergaan, terwijl de daarop volgende liederen steeds specifiekere onderwerpen aansnijden.(Deze opstellingswijze vinden we ook in de Indische Rig Veda, waar de eerste van de 10 mandala's in kiemvorm het geheel weergeeft, terwijl elk deel daarvan in een opvolgende mandala wordt weergegeven.)

#### Mythologische liederen in deCodex Regius
1. Völuspá - Het visioen van de zieneres (de Wolwa of Volva)
2. Hávamál - Het lied van de Hoge
3. Vafþrúðnismál - Het lied van de Sterke Mangelaar (Vafþrúðnir)
4. Grímnismál - Het lied van de Gemaskerde (Grímnir)
5. För Skírnis of Skirnismál - De reis van Blinker (Skirnir)
6. Hárbarðsljóð - Het lied van Grauwbaard (Hárbarð)
7. Hymiskviða - De ballade van Hommer (Hymir)
8. Lokasenna - Loki's scheldpartij, ook wel Oegisdrecka (Oegirs drinkgelag) genoemd
9. Þrýmskviða - De ballade van Heibel (Þrymr)
10. Völundarkviða - De ballade van Völund
11. Alvíssmál - Het lied van Alwijs (Alvis)

#### Andere mythologische liederen
- Baldrs draumar of Vegtamskviða - Balders droom
- Grottasöngr - Gruizelzang (Grotti)
- Rígsþula - Konings register of Het lied van Rig
- Hyndluljóð – Het lied van Hyndla (hiertoe wordt gewoonlijk ook Völuspá in skamma gerekend)
- Svipdagsmál – Het lied van Swipdag (Svipdag), bestaande uit:
  - Grogaldr (Gróa verwekking)
  - Fiölsvinnsmál (Het lied van Fiölswidr)
- Hrafnagaldr Óðins (Odins raven)

### Heldenliederen

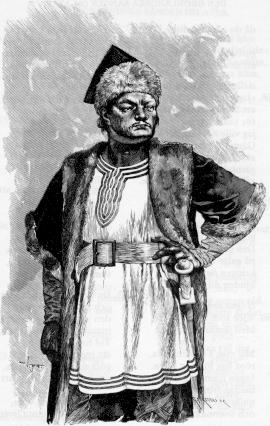
Fantasietekening van Atilla of "Atli" door Frederik Sander in "Sander's Edda"

De heldenliederen uit de Edda verzameling gaan over een aantal Germaanse helden die, met uitzondering van de hoofdheld Helgi op het Europese vasteland leefden in de tijd van de volksverhuizingen. Ze zijn meestal historisch aanwijsbaar. Zo is bijvoorbeeld Atli de Hunnenkoning Attila of is Gunnar Gundahar de koning der Bourgondiërs. Daardoor is er kruisgewijs overeenstemming vast te stellen met continentale helden, zoals met het Nibelungenlied. Dit laatste zou in feite een bewerking zijn van de oude Völsungsaga. Het is een tragisch lied van verlangen naar liefde, goud en wraak, opgesmukt door ridderkledij, steekspelen en uitbundige feesten.
Alhoewel de Codex Regius 70 jaar jonger is dan dan het oudst bekende handschrift van het Nibelungenlied, wordt de versie uit de Edda algemeen als de oorspronkelijke versie van de sage beschouwd. In de Duitse versie zijn de verwijzingen naar de Noordse mythologie die de Edda weergeeft geschrapt. De karakters worden hoofser uitgedrukt dan de meer archaïsche personages in de Edda.
In de Edda zijn de namen van de helden de oude IJslandse namen: Sîgfrid heet er Sigurðr, Hagen Högni, Gunter Gunnar, Krimhild Guðrun.
Het heldenepos van de Edda is geen doorlopend verhaal, maar een verzameling lofliederen over dezelfde gebeurtenissen. Daardoor ontstaat een zekere inhoudelijke redundantie, en de chronologie wordt niet echt belangrijk geacht. Toch zijn de liederen op meerdere plaatsen met elkaar verweven en beantwoorden zij daardoor alsnog aan een chronologische en biografische logica. Redactioneel wordt dit bereikt via de verwantschapsweergave. Högni is de broer van Gunnar, Brynhild wordt in veel liederen de zus van Atli (Etzel) genoemd. (In de Duitse versie zijn Hagen en Gunter niet verwant).

#### Helgi-cyclus
- Helgakviða Hundingsbana in fyrri - De eerste ballade van Helgi, doder van Hunding
- Helgakviða Hjörvarðssonar - De ballade van Helgi Hjörvardszoon
- Helgakviða Hundingsbana in önnor - De tweede ballade van Helgi, doder van Hunding

#### Nifling-cyclus
- Frá dauða Sinfjötla of Sinfiötlalok - Over de dood van Sinfjötli
- Grípisspá - De voorspelling van Gripir
- Reginsmál - Het lied van Regin
- Fáfnismál - Het lied van Fafnir
- Sigrdrífumál - Het lied van Sigrdrifa
- Brot af Sigurðarkviðu - Fragment van de ballade van Sigurd
- Guðrúnarkviða in fyrsta - De eerste ballade van Gudrun
- Sigurðarkviða in skamma - De korte Sigurdballade
- Helreið Brynhildar - Brynhilds Hellevaart
- Dráp Niflunga - De moord op de Nevelingen
- Guðrúnarkviða önnor - De tweede ballade van Gudrun
- Guðrúnarkviða in þriðja - De derde ballade van Gudrun
- Oddrúnargrátr - Het klaaglied van Oddrun
- Atlskviða in Grœnlenzka - De Groenlandse ballade van Atli
- Atlamál in Grœnlenzku' - Het Groenlandse Atlilied

#### Jörmunrekk-cyclus
- Guðrúnarhvhöt - Hoe Gudrun haar zonen ophitste
- Hamðismál - Het lied van Hamdir

#### Andere heldenliederen (niet in de Codex-Regius)
- Hlöðskviða - Het lied van Hlöd
- Hervararkviða

De Völsunga-saga (saga van de Völsungen) uit de late13e eeuw is een bewerking van oudere Eddaliederen. Het Sólarlióð (Zonnelied) is geschreven in de stijl van de Edda, maar heeft een christelijk-visionaire achtergrond.

## Motieven of hoofdthema's
De hoofdmotieven voor alle heldenliederen zijn de steeds weerkerende dapperheid, de dood, en moord en wraak. Heel vaak worden de helden door visioenen bezocht, hetzij in de vorm van dromen, of door bemiddeling van zieneressen en dergelijke.
Het heldenlied gedeelte bericht over niet minder dan 36 sneuvelende protagonisten. De weergave van de gebeurtenissen weerspiegelt de fatalistische kijk op de wereld, die in de wereld van de goden zelf reeds is aan bod gekomen via de dood van Baldr en de daarop volgende Ragnarok, de algehele vernietiging van wat in de kosmos tot ontstaan kwam, inclusief de goden zelf. Maar het is tegelijk de optimistische weerspiegeling van de eeuwige cyclus van ontstaan en vergaan, de strijd tussen kosmos (orde) en chaos, waaruit telkens een nieuwe wereld voortkomt. Daarin heeft de mens zijn kleine part en dat wordt voor hem geprojecteerd in deze helden.
Een ander dieper liggend motief lijkt de houding van de goden en mensen tegenover de rijkdom van het gegeven van de schepping, gesymboliseerd in het goud en de goudschat. Niemand mag die voor zich willen houden, want dan ontstaat ‘Goudroes’ bij de goden en bij de helden verandert Fafnir daardoor in een draconisch wezen, een draak. En op beide schalen is chaos in de omgeving het gevolg. De mythische schat is op zijn plaats in de oerrivier van de scheppingsdaad (vgl. Das Rheingold), maar kan niet op zich door iemand worden bezeten, zo niet raakt die er zelf door bezeten.

## Nederlandse vertalingen
- Edda: De liederen uit de Codex Regius en verwante manuscripten, vertaald uit het Oudijslands ingeleid en van aantekeningen voorzien door Marcel Otten, Ambo/Olympus Amsterdam 1994, 9e herz. dr. 2011, ISBN 9789026321412
- Edda - Goden- en heldenliederen uit de Germaanse oudheid, vertaling door Jan de Vries (1938), zesde druk, herzien door Aleid Boon-de Vries en prof. dr. J. A. Huisman - 1978 ISBN 9020248782 (uitg. Ankh-Hermes)